# Lijst van rijksmonumenten in Vorden
De plaats Vorden telt 154 inschrijvingen in het rijksmonumentenregister. Hieronder een overzicht.
| Object | Oorspronkelijke functie?  | Bouwjaar                           | Architect    | Locatie                 | Coördinaten?                 | Nr.?   | Afbeelding                                                         |
| --- | ------------------------- | ---------------------------------- | ------------ | ----------------------- | ---------------------------- | ------ | ------------------------------------------------------------------ |
| Boerderij onder met pannen gedekt wolfdak                                                                    | Boerderij                 | midden 19e eeuw                    |              | Almenseweg 59           | 52° 7' 39" NB, 6° 18' 42" OL | 38111  | Meer afbeeldingen                                                  |
| Boerderij met riet en pannen bedekt wolfdak                                                                  | Boerderij                 | 1816 (jaartalankers)               |              | Baakseweg 12            | 52° 5' 45" NB, 6° 16' 21" OL | 38117  | Meer afbeeldingen                                                  |
| Boerderij Groote Branenbarg                                                                                  | Boerderij                 | ca. 1800                           |              | Brandenborchweg 1       | 52° 5' 34" NB, 6° 23' 54" OL | 38118  | Boerderij Groote Branenbarg                                        |
| Hackforter Molen                                                                                             | Industrie- en poldermolen | 1851                               |              | Het Hoge 66             | 52° 6' 14" NB, 6° 18' 11" OL | 38119  | Meer afbeeldingen                                                  |
| Antoniuskerk                                                                                                 | Kerk en kerkonderdeel     | 15e eeuw                           |              | Kerkstraat 2            | 52° 6' 14" NB, 6° 18' 49" OL | 38120  | Meer afbeeldingen                                                  |
| Hoeve t hissink'                                                                                             | Boerderij                 | 1784 (jaartalankers)               |              | Kostedeweg 10           | 52° 5' 19" NB, 6° 20' 43" OL | 38122  | Meer afbeeldingen                                                  |
| Hoeve 'Nijenhuis'                                                                                            | Boerderij                 | 1872                               |              | Lieferinkweg 2          | 52° 4' 55" NB, 6° 20' 10" OL | 38123  | Hoeve 'Nijenhuis'                                                  |
| Lindesche molen (Ons Belang)                                                                                 | Industrie- en poldermolen | 1890                               |              | Lindeseweg 29           | 52° 4' 54" NB, 6° 21' 23" OL | 38124  | Meer afbeeldingen                                                  |
| Hoeve met dwars woongedeelte onder hoog schilddak, waarachter deel                                           | Boerderij                 | 1867                               |              | Lindeseweg 14           | 52° 4' 51" NB, 6° 21' 6" OL  | 38126  | Hoeve met dwars woongedeelte onder hoog schilddak, waarachter deel |
| Langgerekte boerderij                                                                                        | Boerderij                 | vroeg 19e eeuw                     |              | Mosselseweg 7           | 52° 6' 52" NB, 6° 23' 23" OL | 38129  | Meer afbeeldingen                                                  |
| Boerderij onder met riet en pannen gedekt wolfdak                                                            | Boerderij                 | 19e eeuw                           |              | Mosselseweg 2           | 52° 6' 24" NB, 6° 20' 54" OL | 38130  | Meer afbeeldingen                                                  |
| Het Onstein: landhuis met landgoed en bijgebouwen                                                            | Kasteel, buitenplaats     | 1711                               |              | Onsteinseweg 15         | 52° 5' 19" NB, 6° 22' 31" OL | 38131  | Meer afbeeldingen                                                  |
| Boerderij met riet en pannen gedekt wolfdak                                                                  | Boerderij                 | 1834                               |              | Onsteinseweg 22         | 52° 5' 41" NB, 6° 22' 40" OL | 38132  | Meer afbeeldingen                                                  |
| Groot zandstenen gedenkteken op geprofileerde voet op opschrift                                              | Gedenkteken               | 1837                               |              | Lindeseweg bij 17       | 52° 4' 53" NB, 6° 21' 10" OL | 38133  | Meer afbeeldingen                                                  |
| Huis Medler                                                                                                  | Kasteel, buitenplaats     | 1800                               |              |                         | 52° 6' 19" NB, 6° 23' 2" OL  | 38134  | Meer afbeeldingen                                                  |
| Boerderij | Boerderij                 | ca. 1800                           |              | Ruurloseweg 77          | 52° 6' 24" NB, 6° 20' 50" OL | 38135  | Boerderij                                                          |
| Boerderij met jaartalankers in de voorgevel                                                                  | Boerderij                 | 1780                               |              | Strodijk 10             | 52° 6' 41" NB, 6° 17' 21" OL | 38138  | Meer afbeeldingen                                                  |
| Boerderij onder met pannen gedekt wolfdak                                                                    | Boerderij                 | eind 18e of begin 19e eeuw         |              | Wiersserallee 1         | 52° 5' 52" NB, 6° 23' 37" OL | 38139  | Meer afbeeldingen                                                  |
| Boerderij onder met riet en pannen gedekt wolfdak                                                            | Boerderij                 | 18e eeuw                           |              | Wildenborchseweg 9      | 52° 6' 57" NB, 6° 21' 26" OL | 38142  | Meer afbeeldingen                                                  |
| Boerderij onder hoog, met pannen gedekt wolfdak                                                              | Boerderij                 | eind 18e of begin 19e eeuw         |              | Wilmerinkweg 4          | 52° 7' 21" NB, 6° 18' 9" OL  | 38144  | Meer afbeeldingen                                                  |
| De Hoop | Industrie- en poldermolen | 1850                               |              | Zutphenseweg 39         | 52° 6' 18" NB, 6° 18' 25" OL | 38145  | Meer afbeeldingen                                                  |
| Zes grafheuvels en een grafkelder op de Algemene begraafplaats Vorden                                        | Begraafplaats en -onderdl | 1902                               |              | Kerkhoflaan bij 4       | 52° 6' 41" NB, 6° 19' 49" OL | 480839 | Meer afbeeldingen                                                  |
| De Wiersse: buitenplaats                                                                                     | Kasteel, buitenplaats     | 1650-1700                          |              | Wiersserallee 9         | 52° 5' 55" NB, 6° 24' 19" OL | 509704 | Meer afbeeldingen                                                  |
| De Wiersse: historische Tuin-en Parkaanleg                                                                   | Tuin, park en plantsoen   | 1750-1800                          |              | Wiersserallee 9         | 52° 5' 52" NB, 6° 24' 24" OL | 509706 | Meer afbeeldingen                                                  |
| De Wiersse: bouwhuis                                                                                         | Bijgebouwen kastelen enz. | 1921-1925                          |              | Wiersserallee 7         | 52° 5' 54" NB, 6° 24' 16" OL | 509707 | Meer afbeeldingen                                                  |
| De Wiersse: boerderij van één bouwlaag hoog                                                                  | Boerderij                 | 1869                               |              | Wiersserallee 5         | 52° 5' 55" NB, 6° 24' 15" OL | 509708 | Meer afbeeldingen                                                  |
| De Wiersse: De Nijhof                                                                                        | Bijgebouwen kastelen enz. | 1842                               |              | Wiersserallee bij 9     | 52° 5' 55" NB, 6° 24' 19" OL | 509709 | Upload foto                                                        |
| De Wiersse: De Berenpas                                                                                      | Bijgebouwen kastelen enz. | 1853                               |              | Wiersserallee bij 9     | 52° 5' 46" NB, 6° 24' 24" OL | 509710 | Meer afbeeldingen                                                  |
| De Wiersse: brug en keermuren                                                                                | Erfscheiding              | 1921                               |              | Wiersserallee bij 9     | 52° 5' 53" NB, 6° 24' 18" OL | 509711 | Meer afbeeldingen                                                  |
| De Wiersse: banken en ronde tafeltjes                                                                        | Tuin, park en plantsoen   | 1921-1925                          |              | Wiersserallee bij 9     | 52° 5' 36" NB, 6° 24' 3" OL  | 509712 | Meer afbeeldingen                                                  |
| De Wiersse: twee staande pijlers                                                                             | Erfscheiding              | 1920                               |              | Wiersserallee bij 9     | 52° 5' 54" NB, 6° 24' 19" OL | 509713 | Meer afbeeldingen                                                  |
| De Wiersse: schamppaaltjes                                                                                   | Tuin, park en plantsoen   | 1924                               |              | Wiersserallee bij 9     | 52° 5' 55" NB, 6° 24' 19" OL | 509714 | Upload foto                                                        |
| De Wiersse: zonnewijzer op sokkel                                                                            | Erfscheiding              | 1924                               |              | Wiersserallee bij 9     | 52° 5' 54" NB, 6° 24' 18" OL | 509715 | Upload foto                                                        |
| De Wiersse: twee houten hekken                                                                               | Straatmeubilair           | 1920                               |              | Wiersserallee bij 9     | 52° 5' 53" NB, 6° 24' 18" OL | 509716 | Upload foto                                                        |
| De Wiersse: eenvoudig, groen geschilderd houten hekje dat onderdeel vormde van een groter hek met encadering | Tuin, park en plantsoen   | 1855-1869                          |              | Wiersserallee bij 9     | 52° 5' 54" NB, 6° 24' 19" OL | 509717 | Upload foto                                                        |
| De Wiersse: kinderhuisje                                                                                     | Erfscheiding              | 1922                               |              | Wiersserallee bij 9     | 52° 5' 55" NB, 6° 24' 17" OL | 509718 | Meer afbeeldingen                                                  |
| De Wiersse: kinderhuisje                                                                                     | Erfscheiding              | ca. 1890                           |              | Wiersserallee bij 9     | 52° 5' 55" NB, 6° 24' 16" OL | 509719 | Meer afbeeldingen                                                  |
| De Wiersse: houten hek                                                                                       | Bijgebouwen kastelen enz. | 1930                               |              | Wiersserallee bij 9     | 52° 5' 53" NB, 6° 24' 21" OL | 509720 | Upload foto                                                        |
| De Wiersse: twee natuurstenen stoeppalen                                                                     | Bijgebouwen kastelen enz. | 1890                               |              | Wiersserallee bij 9     | 52° 5' 54" NB, 6° 24' 21" OL | 509721 | Meer afbeeldingen                                                  |
| De Wiersse: twee natuurstenen beelden                                                                        | Tuin, park en plantsoen   | 1920                               |              | Wiersserallee bij 9     | 52° 5' 52" NB, 6° 24' 20" OL | 509722 | Meer afbeeldingen                                                  |
| De Wiersse: eenvoudige, rustieke houten pergola                                                              | Stoep                     | 1750-1800                          |              | Wiersserallee bij 9     | 52° 5' 53" NB, 6° 24' 20" OL | 509723 | Meer afbeeldingen                                                  |
| De Wiersse: hut, thans staande aan de westzijde van de 'Lage tuin'                                           | Tuin, park en plantsoen   | 1750                               |              | Wiersserallee bij 9     | 52° 5' 52" NB, 6° 24' 21" OL | 509724 | Meer afbeeldingen                                                  |
| De Wiersse: fonteintje in een rond bassin                                                                    | Tuin, park en plantsoen   | 1914                               |              | Wiersserallee bij 9     | 52° 5' 53" NB, 6° 24' 22" OL | 509725 | Meer afbeeldingen                                                  |
| De Wiersse: twee oliekruiken van rood, ongeglazuurd aardewerk                                                | Bijgebouwen kastelen enz. | 1850-1900                          |              | Wiersserallee bij 9     | 52° 5' 53" NB, 6° 24' 22" OL | 509731 | Meer afbeeldingen                                                  |
| De Wiersse: tuinbeelden op sokkels en molenstenen                                                            | Tuin, park en plantsoen   | 1911-1915                          |              | Wiersserallee bij 9     | 52° 5' 52" NB, 6° 24' 22" OL | 509732 | Meer afbeeldingen                                                  |
| De Wiersse: tuinbank in rozentuin                                                                            | Tuin, park en plantsoen   | 1850-1900                          |              | Wiersserallee bij 9     | 52° 5' 53" NB, 6° 24' 23" OL | 509733 | Meer afbeeldingen                                                  |
| De Wiersse: De Zomer en de Herfst                                                                            | Tuin, park en plantsoen   | 1750-1800                          |              | Wiersserallee bij 9     | 52° 5' 54" NB, 6° 24' 23" OL | 509734 | Meer afbeeldingen                                                  |
| De Wiersse: eenvoudige, onbewerkte houten brug                                                               | Tuin, park en plantsoen   | 1750-1800                          |              | Wiersserallee bij 9     | 52° 5' 54" NB, 6° 24' 24" OL | 509735 | Meer afbeeldingen                                                  |
| De Wiersse: eenvoudige houten loopbrug in Japanse stijl                                                      | Tuin, park en plantsoen   | 1878                               |              | Wiersserallee bij 9     | 52° 5' 51" NB, 6° 24' 34" OL | 509736 | Meer afbeeldingen                                                  |
| De Wiersse: charmille met kommetje en tuinbank                                                               | Tuin, park en plantsoen   | 1922                               |              | Wiersserallee bij 9     | 52° 5' 49" NB, 6° 24' 22" OL | 509737 | Meer afbeeldingen                                                  |
| De Wiersse: tennishut                                                                                        | Tuin, park en plantsoen   | 1922                               |              | Wiersserallee bij 9     | 52° 5' 49" NB, 6° 24' 24" OL | 509738 | Meer afbeeldingen                                                  |
| De Wiersse: houten halfronde bank                                                                            | Tuin, park en plantsoen   | 1922                               |              | Wiersserallee bij 9     | 52° 5' 48" NB, 6° 24' 24" OL | 509739 | Meer afbeeldingen                                                  |
| De Wiersse: tuinbeeld op sokkel                                                                              | Tuin, park en plantsoen   | 1921                               |              | Wiersserallee bij 9     | 52° 5' 49" NB, 6° 24' 23" OL | 509740 | Upload foto                                                        |
| De Wiersse: zes hekken met twee schuttingen bij moestuin                                                     | Tuin, park en plantsoen   | ca. 1920                           |              | Wiersserallee bij 9     | 52° 5' 48" NB, 6° 24' 27" OL | 509741 | Meer afbeeldingen                                                  |
| De Wiersse: triton                                                                                           | Tuin, park en plantsoen   | 1750-1800                          |              | Wiersserallee bij 9     | 52° 5' 46" NB, 6° 24' 28" OL | 509742 | Meer afbeeldingen                                                  |
| De Wiersse: twee kariatiden                                                                                  | Tuin, park en plantsoen   | 1914-1924                          |              | Wiersserallee bij 9     | 52° 5' 47" NB, 6° 24' 25" OL | 509743 | Upload foto                                                        |
| De Wiersse: Hut van Tante Theodoor                                                                           | Tuin, park en plantsoen   | 1844-1922                          |              | Wiersserallee bij 9     | 52° 5' 44" NB, 6° 24' 27" OL | 509744 | Upload foto                                                        |
| De Wiersse: toegangshek                                                                                      | Tuin, park en plantsoen   | 1650-1700                          | W.E. Gatacre | Wiersserallee bij 9     | 52° 5' 44" NB, 6° 24' 29" OL | 509745 | Meer afbeeldingen                                                  |
| De Wiersse: houten geteerd hek                                                                               | Tuin, park en plantsoen   | 1920                               |              | Wiersserallee bij 9     | 52° 5' 54" NB, 6° 24' 16" OL | 509746 | Upload foto                                                        |
| De Wiersse: sokkel met beeld                                                                                 | Tuin, park en plantsoen   | ca. 1920                           |              | Wiersserallee bij 9     | 52° 5' 54" NB, 6° 24' 30" OL | 509747 | Upload foto                                                        |
| De Wiersse: bakstenen sokkel                                                                                 | Tuin, park en plantsoen   | 1921                               |              | Wiersserallee bij 9     | 52° 5' 60" NB, 6° 24' 32" OL | 509748 | Upload foto                                                        |
| De Wiersse: Fortitudo                                                                                        | Tuin, park en plantsoen   | 1921                               |              | Wiersserallee bij 9     | 52° 5' 59" NB, 6° 24' 25" OL | 509749 | Meer afbeeldingen                                                  |
| De Wiersse: twee honden grafstenen                                                                           | Tuin, park en plantsoen   | ca. 1920                           |              | Wiersserallee bij 9     | 52° 5' 58" NB, 6° 24' 17" OL | 509750 | Meer afbeeldingen                                                  |
| De Wiersse: natuurstenen tuinbank                                                                            | Tuin, park en plantsoen   | 1920                               |              | Wiersserallee bij 9     | 52° 5' 56" NB, 6° 24' 16" OL | 509751 | Upload foto                                                        |
| De Wiersse: balustervormige sokkel                                                                           | Tuin, park en plantsoen   | 1917-1929                          |              | Wiersserallee bij 9     | 52° 5' 55" NB, 6° 24' 12" OL | 509752 | Meer afbeeldingen                                                  |
| De Wiersse: stuw gelegen in de Baakse beek                                                                   | Tuin, park en plantsoen   | 1920                               |              | Wiersserallee bij 9     | 52° 5' 60" NB, 6° 24' 10" OL | 509753 | Meer afbeeldingen                                                  |
| De Wiersse: houten brug met ophaalgedeelte                                                                   | Tuin, park en plantsoen   | 1921                               |              | Wiersserallee bij 9     | 52° 5' 55" NB, 6° 24' 19" OL | 509754 | Meer afbeeldingen                                                  |
| De Wiersse: staande houten, groen geschilderde halfronde tuinbank                                            | Tuin, park en plantsoen   | 1921                               |              | Wiersserallee bij 9     | 52° 5' 55" NB, 6° 24' 16" OL | 509755 | Upload foto                                                        |
| De Wiersse: houten, groen geschilderde tuinbank                                                              | Tuin, park en plantsoen   | 1922                               |              | Wiersserallee bij 9     | 52° 5' 55" NB, 6° 24' 16" OL | 509756 | Meer afbeeldingen                                                  |
| De Wiersse: houten, groen geschilderde tuinbank                                                              | Tuin, park en plantsoen   | 1921                               |              | Wiersserallee bij 9     | 52° 5' 55" NB, 6° 24' 16" OL | 512305 | Upload foto                                                        |
| Enzerinck: hoofdgebouw                                                                                       | Kasteel, buitenplaats     | 1836                               |              | Almenseweg 60           | 52° 7' 16" NB, 6° 19' 15" OL | 520264 | Meer afbeeldingen                                                  |
| Enzerinck: historische tuin- en parkaanleg                                                                   | Tuin, park en plantsoen   | 19e eeuw                           |              | Almenseweg bij 60       | 52° 7' 16" NB, 6° 19' 15" OL | 520265 | Meer afbeeldingen                                                  |
| Enzerinck: koetshuis annex boerderij                                                                         | Bijgebouwen kastelen enz. | 18e eeuw                           |              | Almenseweg bij 60       | 52° 7' 16" NB, 6° 19' 15" OL | 520277 | Meer afbeeldingen                                                  |
| Enzerinck: houten schuur                                                                                     | Bijgebouwen kastelen enz. | 19e eeuw                           |              | Almenseweg bij 60       | 52° 7' 16" NB, 6° 19' 15" OL | 520278 | Meer afbeeldingen                                                  |
| Enzerinck: pijlers                                                                                           | Tuin, park en plantsoen   | 20e eeuw                           |              | Almenseweg bij 60       | 52° 7' 16" NB, 6° 19' 15" OL | 520279 | Meer afbeeldingen                                                  |
| Enzerinck: speelhuisje                                                                                       | Tuin, park en plantsoen   | 20e eeuw                           |              | Almenseweg bij 60       | 52° 7' 16" NB, 6° 19' 15" OL | 520280 | Meer afbeeldingen                                                  |
| Vogelensang: boerderij van het hallenhuistype                                                                | Boerderij                 | 1880                               |              | De Eldersmaat 5         | 52° 5' 55" NB, 6° 17' 40" OL | 522593 | Meer afbeeldingen                                                  |
| Vogelensang: grote bijschuur                                                                                 | Boerderij                 | ca. 1880                           |              | De Eldersmaat 5         | 52° 5' 55" NB, 6° 17' 40" OL | 522594 | Meer afbeeldingen                                                  |
| Vogelensang: bakoventje                                                                                      | Boerderij                 | ca. 1880                           |              | De Eldersmaat 5         | 52° 5' 55" NB, 6° 17' 40" OL | 522595 | Meer afbeeldingen                                                  |
| Vogelensang: waterpomp                                                                                       | Straatmeubilair           | 1880                               |              | De Eldersmaat 5         | 52° 5' 55" NB, 6° 17' 40" OL | 522596 | Meer afbeeldingen                                                  |
| Pax | Woonhuis                  | 1906-1907                          |              | Zutphenseweg 98         | 52° 7' 21" NB, 6° 17' 12" OL | 522598 | Meer afbeeldingen                                                  |
| Het Onstein: Paardenstal                                                                                     | Bijgebouwen kastelen enz. | 1850-1875                          |              | Onsteinseweg bij 19     | 52° 5' 17" NB, 6° 22' 26" OL | 522599 | Upload foto                                                        |
| Rentmeesterswoning                                                                                           | Dienstwoning              | 1920                               |              | Ruurloseweg 125         | 52° 5' 30" NB, 6° 24' 23" OL | 522600 | Upload foto                                                        |
| Brandenborch                                                                                                 | Boerderij                 | 1906                               |              | Brandenborchweg 3       | 52° 5' 30" NB, 6° 23' 52" OL | 522601 | Upload foto                                                        |
| Wildenborch: hoofdgebouw                                                                                     | Kasteel, buitenplaats     | tweede kwart 16e eeuw en later     |              | Wildenborchseweg 20     |                              | 527513 | Meer afbeeldingen                                                  |
| Wildenborch: parkaanleg                                                                                      | Tuin, park en plantsoen   | ca. 1930                           |              | Wildenborchseweg bij 20 |                              | 527514 | Meer afbeeldingen                                                  |
| De Wildenborgh: hekken                                                                                       | Bijgebouwen kastelen enz. | 1800-1825                          |              | Wildenborchseweg 22     |                              | 527515 | Meer afbeeldingen                                                  |
| De Wildenborgh: hekken                                                                                       | Tuin, park en plantsoen   | 19e/20e eeuw                       |              | Wildenborchseweg bij 20 |                              | 527516 | Meer afbeeldingen                                                  |
| De Wildenborgh: stenen brug                                                                                  | Tuin, park en plantsoen   | tweede kwart 20e eeuw              |              | Wildenborchseweg bij 20 |                              | 527517 | Meer afbeeldingen                                                  |
| De Wildenborgh: muren en schuttingen                                                                         | Tuin, park en plantsoen   | 19e/20e eeuw                       |              | Wildenborchseweg bij 20 |                              | 527518 | Meer afbeeldingen                                                  |
| De Wildenborgh: bouwsels                                                                                     | Bijgebouwen kastelen enz. | 19e/20e eeuw                       |              | Wildenborchseweg bij 20 |                              | 527519 | Meer afbeeldingen                                                  |
| De Wildenborgh: sculpturen                                                                                   | Tuin, park en plantsoen   | 17e/18e/19e eeuw                   |              | Wildenborchseweg bij 20 |                              | 527520 | Meer afbeeldingen                                                  |
| Enzerinck: pomp                                                                                              | Tuin, park en plantsoen   | mogelijk begin 20e eeuw            |              | Almenseweg bij 60       |                              | 529086 | Upload foto                                                        |
| Enzerinck: pijlers                                                                                           | Tuin, park en plantsoen   | begin 20e eeuw                     |              | Almenseweg bij 60       |                              | 529087 | Upload foto                                                        |
| De Kiefskamp: hoofdgebouw                                                                                    | Kasteel, buitenplaats     | ca. 1776                           |              | Lindeseweg 6            | 52° 5' 3" NB, 6° 19' 42" OL  | 521453 | Meer afbeeldingen                                                  |
| De Kiefskamp: historische tuin- en parkaanleg                                                                | Tuin, park en plantsoen   | vroeg 19e eeuw                     |              | Lindeseweg bij 6        | 52° 5' 3" NB, 6° 19' 42" OL  | 521454 | Meer afbeeldingen                                                  |
| De Kiefskamp: tuinmuur met toegangshekken                                                                    | Tuin, park en plantsoen   | laatste kwart 18e eeuw             |              | Lindeseweg bij 6        | 52° 5' 3" NB, 6° 19' 42" OL  | 521457 | Meer afbeeldingen                                                  |
| De Kiefskamp: koetshuis / dienstwoning                                                                       | Bijgebouwen kastelen enz. | laatste kwart 18e eeuw             |              | Lindeseweg bij 6        | 52° 5' 10" NB, 6° 19' 39" OL | 521459 | Meer afbeeldingen                                                  |
| De Kiefskamp: bijgebouw                                                                                      | Bijgebouwen kastelen enz. | laatste kwart 18e eeuw             |              | Lindeseweg bij 6        | 52° 5' 10" NB, 6° 19' 36" OL | 521463 | Upload foto                                                        |
| De Kiefskamp: dienstwoning                                                                                   | Dienstwoning              | tweede helft 19e eeuw              |              | Lindeseweg 4            | 52° 5' 10" NB, 6° 19' 39" OL | 521464 | Upload foto                                                        |
| Huis Vorden                                                                                                  | Kasteel, buitenplaats     | 1500-1550                          |              | De Horsterkamp 8        | 52° 6' 5" NB, 6° 19' 21" OL  | 526292 | Meer afbeeldingen                                                  |
| Vorden: historische tuin- en parkaanleg                                                                      | Tuin, park en plantsoen   | 1800-1825                          |              | De Horsterkamp bij 8    | 52° 6' 4" NB, 6° 19' 21" OL  | 526293 | Meer afbeeldingen                                                  |
| Vorden: brug                                                                                                 | Tuin, park en plantsoen   | 1727                               |              | De Horsterkamp bij 8    | 52° 6' 4" NB, 6° 19' 21" OL  | 526294 | Meer afbeeldingen                                                  |
| Vorden: koetshuis                                                                                            | Bijgebouwen kastelen enz. | 1879                               |              | De Horsterkamp 12       | 52° 6' 3" NB, 6° 19' 22" OL  | 526295 | Meer afbeeldingen                                                  |
| Vorden: kleine ornamentele boerderij                                                                         | Boerderij                 | 1873-1875                          |              | De Horsterkamp 14       | 52° 6' 3" NB, 6° 19' 23" OL  | 526296 | Upload foto                                                        |
| Vorden: bakstenen boerderij                                                                                  | Boerderij                 | tweede helft 19e eeuw              |              | Vordensebosweg 5        | 52° 6' 0" NB, 6° 19' 11" OL  | 526297 | Meer afbeeldingen                                                  |
| Vorden: siergrot                                                                                             | Tuin, park en plantsoen   | 1874                               |              | De Horsterkamp bij 8    | 52° 6' 8" NB, 6° 19' 27" OL  | 526298 | Meer afbeeldingen                                                  |
| Het Medler: huis                                                                                             | Kasteel, buitenplaats     | vermoedelijk kort na 1530          |              | Ruurloseweg 115         | 52° 6' 19" NB, 6° 23' 2" OL  | 526675 | Meer afbeeldingen                                                  |
| Het Medler: parkaanleg                                                                                       | Tuin, park en plantsoen   | 18e eeuw                           |              | Ruurloseweg bij 115     | 52° 6' 12" NB, 6° 23' 7" OL  | 526677 | Upload foto                                                        |
| Het Medler: bouwhuis                                                                                         | Bijgebouwen kastelen enz. | 1760                               |              | Ruurloseweg bij 115     | 52° 6' 19" NB, 6° 23' 2" OL  | 526678 | Meer afbeeldingen                                                  |
| Het Medler: inrijhek                                                                                         | Bijgebouwen kastelen enz. | 1834                               |              | Ruurloseweg bij 115     | 52° 6' 16" NB, 6° 23' 3" OL  | 526679 | Meer afbeeldingen                                                  |
| Het Medler: appeldrooghuisje                                                                                 | Bijgebouwen kastelen enz. |                                    |              | Ruurloseweg bij 115     | 52° 6' 18" NB, 6° 23' 4" OL  | 526680 | Meer afbeeldingen                                                  |
| Het Medler: koepel                                                                                           | Bijgebouwen kastelen enz. | eerste kwart 19e eeuw              |              | Ruurloseweg bij 115     | 52° 6' 16" NB, 6° 23' 3" OL  | 526681 | Meer afbeeldingen                                                  |
| Het Medler: botenhuis                                                                                        | Bijgebouwen kastelen enz. | eerste kwart 20e eeuw              |              | Ruurloseweg bij 113     | 52° 6' 0" NB, 6° 22' 46" OL  | 526682 | Upload foto                                                        |
| Het Medler: houtloods                                                                                        | Bijgebouwen kastelen enz. |                                    |              | Ruurloseweg bij 115     | 52° 6' 18" NB, 6° 23' 4" OL  | 526683 | Meer afbeeldingen                                                  |
| Hackfort: kasteel                                                                                            | Kasteel, buitenplaats     | 14e eeuw                           |              | Baakseweg 8             | 52° 6' 1" NB, 6° 16' 36" OL  | 527365 | Meer afbeeldingen                                                  |
| Hackfort: historische tuin- en parkaanleg                                                                    | Tuin, park en plantsoen   | 1795-1805                          |              | Baakseweg bij 8         |                              | 527366 | Meer afbeeldingen                                                  |
| Hackford: bouwhuis                                                                                           | Bijgebouwen kastelen enz. | laatste kwart 19e eeuw             |              | Baakseweg 4             | 52° 6' 1" NB, 6° 16' 41" OL  | 527367 | Meer afbeeldingen                                                  |
| Hackfort: molen                                                                                              | Industrie- en poldermolen | 18e een of ouder                   |              | Baakseweg bij 8         |                              | 527368 | Meer afbeeldingen                                                  |
| Hackfort: houtloods                                                                                          | Opslag                    | 19e eeuw                           |              | Baakseweg bij 8         |                              | 527369 | Upload foto                                                        |
| Hackfort: boerderij                                                                                          | Boerderij                 | 19e eeuw                           |              | Baakseweg 2             | 52° 6' 3" NB, 6° 16' 48" OL  | 527370 | Upload foto                                                        |
| Hackfort: brug                                                                                               | Tuin, park en plantsoen   | 18e-19e eeuw                       |              | Baakseweg bij 8         |                              | 527371 | Meer afbeeldingen                                                  |
| Hackfort: schuur en koude bak in moestuin                                                                    | Bijgebouwen kastelen enz. | 19e eeuw                           |              | Baakseweg bij 8         |                              | 527372 | Meer afbeeldingen                                                  |
| Hackfort: sculpturen (pomp, leeuwen, vazen, beelden en sokkel)                                               | Tuin, park en plantsoen   | 18e eeuw                           |              | Baakseweg bij 8         |                              | 527373 | Meer afbeeldingen                                                  |
| Hackfort: 't Hofhuis: hek                                                                                    | Erfscheiding              | eerste helft 20e eeuw              |              | Baakseweg bij 8         |                              | 527374 | Meer afbeeldingen                                                  |
| Den Bramel: huis                                                                                             | Kasteel, buitenplaats     | 17e eeuw                           |              | Almenseweg 47           | 52° 7' 18" NB, 6° 18' 40" OL | 529303 | Meer afbeeldingen                                                  |
| Den Bramel: historische tuin- en parkaanleg                                                                  | Tuin, park en plantsoen   | 17e eeuw en later                  |              | Almenseweg bij 47       |                              | 529304 | Meer afbeeldingen                                                  |
| Den Bramel: dienstgebouw                                                                                     | Bijgebouwen kastelen enz. | 18e/19e eeuw                       |              | Almenseweg 49           | 52° 7' 17" NB, 6° 18' 42" OL | 529305 | Meer afbeeldingen                                                  |
| Den Bramel: houtloods                                                                                        | Bijgebouwen kastelen enz. | 1898                               |              | Almenseweg bij 47       |                              | 529306 | Meer afbeeldingen                                                  |
| Den Bramel: voormalige electriciteitscentrale                                                                | Bijgebouwen kastelen enz. | 1905                               |              | Almenseweg 51           | 52° 7' 17" NB, 6° 18' 46" OL | 529307 | Meer afbeeldingen                                                  |
| Den Bramel: brug                                                                                             | Tuin, park en plantsoen   | 1828                               |              | Almenseweg bij 47       |                              | 529308 | Meer afbeeldingen                                                  |
| Den Bramel: prieel                                                                                           | Tuin, park en plantsoen   | laatste kwart 19e eeuw             |              | Almenseweg bij 47       |                              | 529309 | Meer afbeeldingen                                                  |
| Den Bramel: moestuinmuur                                                                                     | Tuin, park en plantsoen   | ca. 1900                           |              | Almenseweg bij 47       |                              | 529310 | Upload foto                                                        |
| Den Bramel: koude bak                                                                                        | Tuin, park en plantsoen   | vroeg 20e eeuw                     |              | Almenseweg bij 47       |                              | 529311 | Upload foto                                                        |
| Den Bramel: hondenhok                                                                                        | Bijgebouwen kastelen enz. | vroeg 20e eeuw                     |              | Almenseweg bij 47       |                              | 529312 | Upload foto                                                        |
| Den Bramel: bedelaarsbel                                                                                     | Tuin, park en plantsoen   | vroeg 20e eeuw                     |              | Almenseweg bij 47       |                              | 529313 | Upload foto                                                        |
| Den Bramel: elektrische lantaarn                                                                             | Tuin, park en plantsoen   | 1905                               |              | Almenseweg bij 47       |                              | 529314 | Meer afbeeldingen                                                  |
| Den Bramel: wasplaats                                                                                        | Tuin, park en plantsoen   | vroeg 20e eeuw                     |              | Almenseweg bij 47       |                              | 529315 | Meer afbeeldingen                                                  |
| De Kiefskamp: schuur                                                                                         | Bijgebouwen kastelen enz. | vermoedelijk tweede kwart 20e eeuw |              | Lindeseweg bij 4        |                              | 529451 | Upload foto                                                        |
| De Kiefskamp: boerderij van het hallehuistype                                                                | Boerderij                 | tweede helft 19e eeuw              |              | Lindeseweg 2            | 52° 5' 10" NB, 6° 19' 36" OL | 529452 | Upload foto                                                        |
| De Kiefskamp: schuur                                                                                         | Boerderij                 | tweede helft 19e eeuw              |              | Lindeseweg bij 2        |                              | 529453 | Upload foto                                                        |
| De Kiefskamp: boerderij                                                                                      | Boerderij                 | tweede helft 19e eeuw              |              | Kiefskampweg 1          | 52° 4' 59" NB, 6° 19' 48" OL | 529454 | Upload foto                                                        |
| De Kiefskamp: schuur                                                                                         | Boerderij                 | tweede helft 19e eeuw              |              | Kiefskampweg bij 1      |                              | 529455 | Upload foto                                                        |
| De Kiefskamp: hooiberg                                                                                       | Boerderij                 | tweede helft 19e eeuw              |              | Kiefskampweg bij 1      |                              | 529456 | Upload foto                                                        |
| De Kiefskamp: bakoventje                                                                                     | Boerderij                 | tweede helft 19e eeuw              |              | Kiefskampweg bij 1      |                              | 529457 | Upload foto                                                        |
| 't Hofhuis: hoofdgebouw                                                                                      | Boerderij                 | tweede helft 19e eeuw              |              | Hackfortselaan 1        | 52° 6' 10" NB, 6° 16' 33" OL | 529461 | Upload foto                                                        |
| 't Hofhuis: waterpomp                                                                                        | Straatmeubilair           | tweede helft 19e eeuw              |              | Hackfortselaan bij 1    |                              | 529462 | Meer afbeeldingen                                                  |
| 't Hofhuis: eenroedige hooiberg                                                                              | Boerderij                 | tweede helft 19e eeuw              |              | Hackfortselaan bij 1    |                              | 529463 | Upload foto                                                        |
| 't Hofhuis: bijschuur                                                                                        | Boerderij                 | ca. 1930                           |              | Hackfortselaan bij 1    |                              | 529464 | Upload foto                                                        |
| 't Hofhuis: bakoventje                                                                                       | Boerderij                 | tweede helft 19e eeuw              |              | Hackfortselaan bij 1    |                              | 529465 | Upload foto                                                        |
| Het Medler: inrijkhek                                                                                        | Tuin, park en plantsoen   | eerste helft 18e eeuw              |              | Ruurloseweg bij 115     |                              | 529815 | Upload foto                                                        |
| Het Medler: hekken                                                                                           | Tuin, park en plantsoen   | 18e of 19e eeuw                    |              | Ruurloseweg bij 115     |                              | 529816 | Meer afbeeldingen                                                  |
| Het Medler: tuinsieraden (zonnewijzer, tuinvaas, palen)                                                      | Tuin, park en plantsoen   | 18e/19e eeuw                       |              | Ruurloseweg bij 115     |                              | 529817 | Meer afbeeldingen                                                  |
| Den Bramel: dienstwoning                                                                                     | Bijgebouwen kastelen enz. | 1907                               |              | Almenseweg 45           | 52° 7' 3" NB, 6° 18' 43" OL  | 530481 | Upload foto                                                        |